# Bortnîkî, Tlumaci
Bortnîkî (în ucraineană Бортники) este o comună în raionul Tlumaci, regiunea Ivano-Frankivsk, Ucraina, formată numai din satul de reședință.

## Demografie
Componența lingvistică a comunei Bortnîkî
     Ucraineană (100%)
Conform recensământului din 2001, toată populația comunei Bortnîkî era vorbitoare de ucraineană (100%).